# Василево (селище, Дмитровський міський округ)
Васи́лево (рос. Василево) — селище (в минулому присілок) у складі Дмитровського міського округу Московської області, Росія.

## Населення
Населення — 47 осіб (2010; 36 у 2002).
Національний склад (станом на 2002 рік):
- росіяни — 86 %